# Första halvlek
Första halvlek är den svenske artisten Lalla Hanssons första samlingsalbum, utgivet 1977 på EMI (7C 062-35509). Skivan utgörs av låtar från hans tre första studioalbum: Upp till Ragvaldsträsk (1971), Tur & retur (1973) och Fångat i flykten (1976).
Calle Bengtsson svarade för fotot och Kjell Andersson för designen. Konvoluttexten skrevs av Bengt Palmers som även producerade de tre första albumen.

## Låtlista
1. "Anna & mej" ("Me & Bobby McGee", Fred Foster, Kris Kristofferson, svenskt text: Lalla Hansson, Ola Håkansson) – 4:40
2. "Han gav upp alltihop (för att spela i sitt band)" ("The Free Electric Band", Albert Hammond, Mike Hazelwood) – 3:27
3. "Lai-le-lai" ("The Boxer", Paul Simon, svensk text: Hansson, Håkansson) – 4:14
4. "Visa från vargaskogen" (Bengt Palmers) – 5:06
5. "Vinterflicka" ("Yankee Lady", Jesse Winchester, svensk text: Hansson, Håkansson) – 3:26
6. "Längre fram" (Hansson, Håkansson) – 2:57
7. "Dagny" (Owe Thörnqvist) – 3:28
8. "Lisa" ("Judy", Shel Silverstein, svensk text: Hansson, Lasse Lindbom) – 3:32
9. "(Balladen om) Nalen" ("American Pie", Don McLean, svensk text: Hansson, Håkansson) – 3:51
10. "Nu ska jag skaffa mej en plog" (James Hollingworth) – 3:53
11. "Anne-Li" (Hansson) – 3:44
12. "Upp till Ragvaldsträsk" ("Up on Cripple Creek", Robbie Robertson) – 5:17